# Comuna Andrieșeni, Iași
Andrieșeni (în trecut, Iepureni) este o comună în județul Iași, Moldova, România, formată din satele Andrieșeni (reședința), Buhăeni, Drăgănești, Fântânele, Glăvănești, Iepureni și Spineni.

## Așezare
Comuna se află în nordul județului, la limita cu județul Botoșani, pe malurile râului Jijia. Este traversată de șoseaua județeană DJ282F, care o leagă spre sud de Vlădeni și spre vest în județul Botoșani de Răuseni. La Spineni, acest drum se intersectează cu șoseaua județeană DJ282B, care duce spre est la Bivolari (unde se termină în DN24C) și spre vest la Șipote, Plugari și mai departe în județul Botoșani la Prăjeni și Flămânzi. Prin comună trece și calea ferată Lețcani-Dorohoi, pe care este deservită de haltele de călători Șoldana și Andrieșeni.

## Demografie
Componența etnică a comunei Andrieșeni
     Români (87,3%)
     Alte etnii (0,12%)
     Necunoscută (12,58%)
Componența confesională a comunei Andrieșeni
     Ortodocși (86,03%)
     Alte religii (1,27%)
     Necunoscută (12,7%)
Conform recensământului efectuat în 2021, populația comunei Andrieșeni se ridică la 3.306 locuitori, în scădere față de recensământul anterior din 2011, când fuseseră înregistrați 4.177 de locuitori. Majoritatea locuitorilor sunt români (87,3%), iar pentru 12,58% nu se cunoaște apartenența etnică. Din punct de vedere confesional, majoritatea locuitorilor sunt ortodocși (86,03%), iar pentru 12,7% nu se cunoaște apartenența confesională.

## Politică și administrație
Comuna Andrieșeni este administrată de un primar și un consiliu local compus din 13 consilieri. Primarul, Mihai Ștefură[*], de la Partidul Social Democrat, este în funcție din 1 noiembrie 2024. Începând cu alegerile locale din 2024, consiliul local are următoarea componență pe partide politice:
|  | Partid                          | Consilieri | Componența Consiliului | Componența Consiliului | Componența Consiliului | Componența Consiliului | Componența Consiliului | Componența Consiliului | Componența Consiliului |
|  | ------------------------------- | ---------- | ---------------------- | ---------------------- | ---------------------- | ---------------------- | ---------------------- | ---------------------- | ---------------------- |
|  | Partidul Social Democrat        | 7          |                        |                        |                        |                        |                        |                        |                        |
|  | Partidul Național Liberal       | 4          |                        |                        |                        |                        |                        |                        |                        |
|  | Uniunea Salvați România         | 1          |                        |                        |                        |                        |                        |                        |                        |
|  | Alianța pentru Unirea Românilor | 1          |                        |                        |                        |                        |                        |                        |                        |

## Istorie
La sfârșitul secolului al XIX-lea, comuna purta denumirea de Iepureni, făcea parte din plasa Turia a județului Iași și era formată din satele Iepureni, Glăvănești, Broșteni, Stolniceni, Viișoara, Andrieșeni, Fântânelele (Spinenii Noi) și Spinenii Vechi, având în total 2503 locuitori. În comună funcționau două mori de apă, două școli cu 74 de elevi (dintre care 4 fete), și 4 biserici. Anuarul Socec din 1925 consemnează schimbarea numelui comunei în Andrieșeni, ea având 3181 de locuitori în satele Andrieșeni, Buhăieni, Drăgănești, Fântânele, Glăvăneștii Vechi, Glăvăneștii Noi, Spineni, Soldana și Stolniceni.
În 1950, comuna a fost transferată raionului Iași din regiunea Iași. În 1968, ea a revenit la județul Iași, reînființat. Tot atunci, a fost desființat satul Șoldana (comasat cu Buhăieni), iar satele Glăvăneștii Noi și Glăvăneștii Vechi au fost comasate, formând satul Glăvănești.

## Monumente istorice

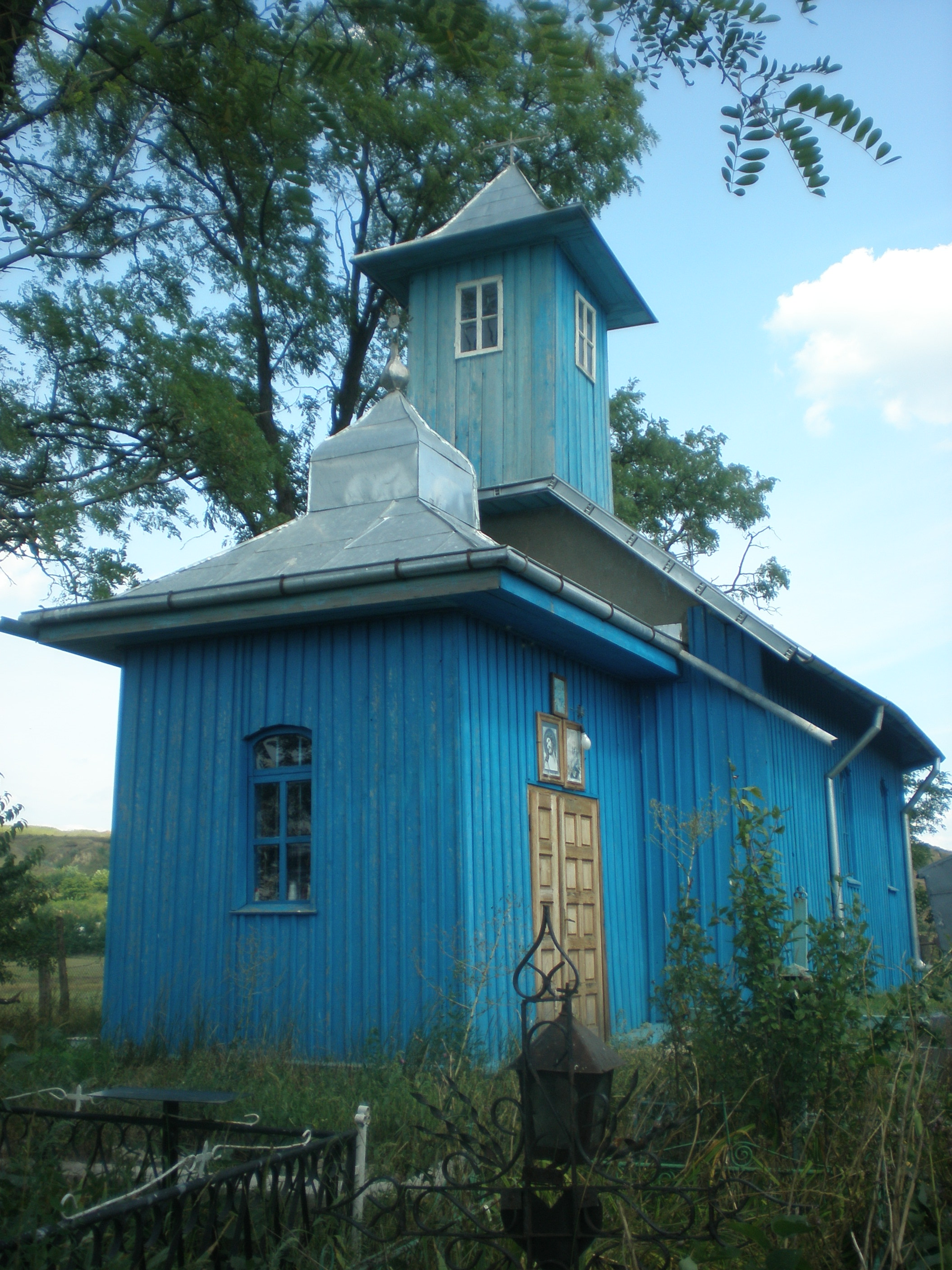
Biserica „Sfântul Nicolae” din satul Iepureni, monument istoric de interes local

Șase obiective din comuna Andrieșeni sunt incluse în lista monumentelor istorice din județul Iași ca monumente de interes local. Două dintre acestea sunt situri arheologice — valul lui Traian (epoca migrațiilor), prezent la „Hotarul Boieresc”, la 100 m de satul Iepureni; și situl din vatra satului Andrieșeni, aflat în perimetrul școlii generale, sit ce cuprinde urmele unor așezări din neolitic (cultura Starčevo-Criș), Epoca Bronzului târziu (cultura Noua), perioada Halstatt, secolele al III-lea–al IV-lea e.n. (epoca migrațiilor), și secolele al XVII-lea–al XVIII-lea. Celelalte patru obiective sunt clasificate ca monumente de arhitectură: gările Șoldana și Andrieșeni (sfârșitul secolului al XIX-lea), biserica „Buna Vestire” (1806) din satul Iepureni, și Biserica de lemn „Sfântul Nicolae” (1783) din același sat.